# 中国电影出版社
中国电影出版社是由中国电影家协会主办的一家出版社，成立于1956年5月，现位于北京市朝阳区北三环东路22号，改革为中国电影出版社有限公司。
该出版社主要出版电影艺术理论、电影史、电影剧本、电影技术、电影辞书相关的书籍，包括《中國電影年鑑》。